# Стасіс Ґіренас
Стасі́с Ґіре́нас (лит. Stasys Girėnas, ім'я при народженні Стасіс Ґі́рскіс (лит. Stasys Girskis), також у США відомий, як Стенлі Т. Ґіренас (англ. Stanley T. Girenas); 4 жовтня 1893 — 17 липня 1933) — американський льотчик литовського походження. Загинув, здійснюючи трансатлантичний переліт за маршрутом Нью-Йорк — Каунас разом зі Стяпонасом Дарюсом.

## Життєпис

### Дитинство і юність
Був наймолодшою дитиною з шістнадцяти дітей селянської родини. 1910 року емігрував до США і оселився в Чикаго. Під час Першої світової війни протягом 1917—1919 років служив у американській військовій авіації і закінчив училище авіамеханіків. Після демобілізації закінчив курси пілотів. Придбав літак, перевозив пасажирів, навчав пілотажу. Від 1931 року працював у транспортній авіації. Прізвище змінив за порадою Стяпонаса Дарюса перед польотом у Литву.

### Трансатлантичний переліт
1933 року разом з льотчиком Стяпонасом Дарюсом здійснив безпосадковий переліт Нью-Йорк — Каунас (7186 км) на придбаному для цієї мети 1932 шестимісному моноплані Bellanca CH-300 Pacemaker, названому «Lituanica». До того було зроблено 73 спроби перетнути Атлантичний океан на літаку, з них 30 були успішними; лише три з цих перельотів були безпосадковими.
Політ почався 15 липня о 6:24 (за нью-йоркським літнім часом). Після вдалого польоту над північною частиною Атлантичного океану, який зайняв 37 годин 11 хвилин, літак вночі 17 липня о 0:36 годин берлінського часу зазнав аварії в лісі на території Німеччини, недалеко від Золдіна; обидва льотчики загинули. Літак пролетів 6411 км і розбився за 650 км від цілі (в Каунасі готували урочисту зустріч). Місце катастрофи нині лежить на території Польщі біля села Пщельник під Мислібужем. За офіційною версією німецької причиною аварії стали погані погодні умови і перевитрата палива, що призвело до неприпустимо небезпечного зниження. Існує, однак, версія, за якою літак обстріляно над секретним концентраційним табором Берлінхен.

## Пам'ять
Льотчиків урочисто поховано в Каунасі на Військовому кладовищі, вони здобули посмертну славу національних героїв Литви. Про льотчиків і їхній трансатлантичний політ створено чимало віршованих творів литовських поетів: видавалися спеціальні антології. К. Д. Бальмонт написав вірш пам'яті Дарюса і Ґіренаса російською мовою. Село, в якому народився Стасіс Ґіренас, перейменовано на його честь. Імена льотчиків носять вулиці в містах Литви, школи і гімназії, стадіон у Каунасі і маленький аеропорт у районі Алексотас. Пам'ятник Дарюсу і Ґіренасу встановлено в Чикаго, де склалася велика литовська діаспора. Зображення Дарюса і Ґіренаса поміщено на банкноті 10 литів.

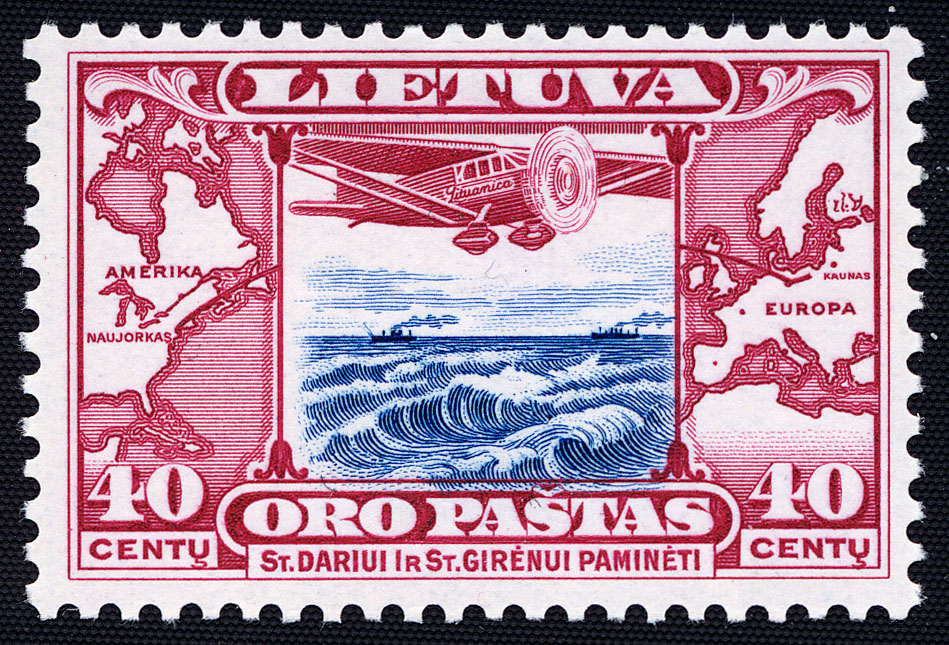
Поштова марка в пам'ять польоту Дарюса і Ґіренаса
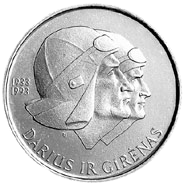
Монета 10 литів, випущена до 60-річчя польоту Дарюса і Ґіренаса (1993)
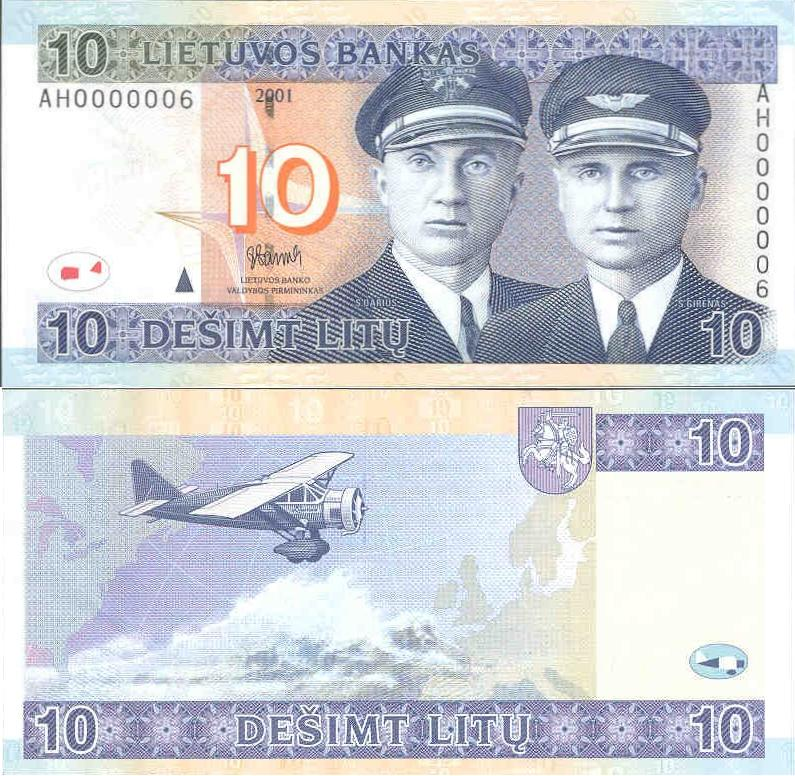
10 литів (2001)